# 宮城学院女子大学
宮城学院女子大学（みやぎがくいんじょしだいがく、英語: Miyagi Gakuin Women's University）は、宮城県仙台市青葉区桜ヶ丘9-1-1に本部を置く日本の私立大学。1886年創立、1949年大学設置。大学の略称は「宮学」（みやがく）もしくは「MG」。創設者を同じくする東北学院「TG」とは姉妹校である。

## 概観

### 大学全体
女子教育を行うミッションスクールのひとつ。
日本最初のプロテスタント教会である日本基督公会の設立に関わった押川方義と、1885年（明治18年）に来日したアメリカ人ドイツ改革派教会宣教師のW.E.ホーイが、「女子に対する高等教育の必要性」を痛感したことから、彼ら2人が中心となって、1886年（明治19年）に、福音主義キリスト教に基づく私塾である「宮城女学校」を宮城県仙台区に開校したことが始まりである。

押川方義
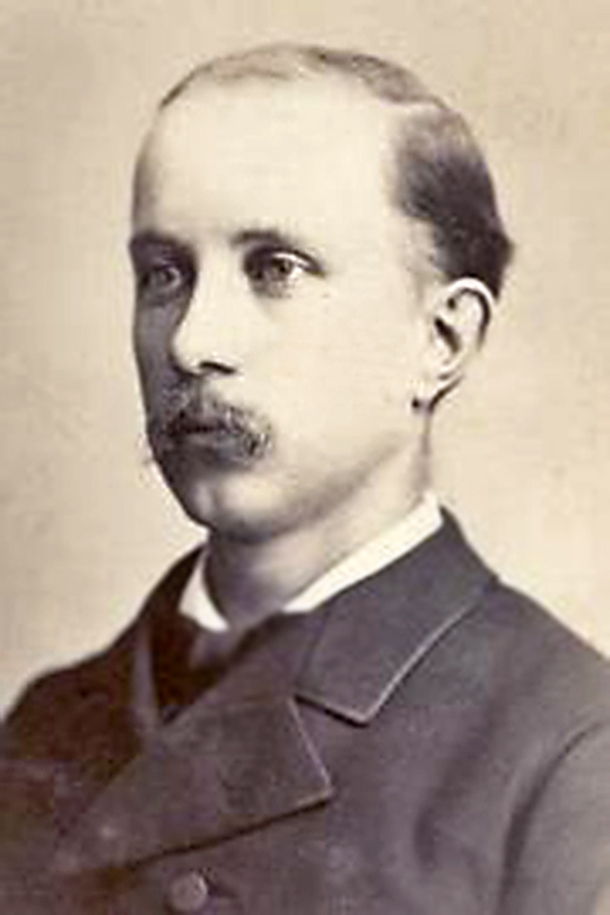
W.E.ホーイ
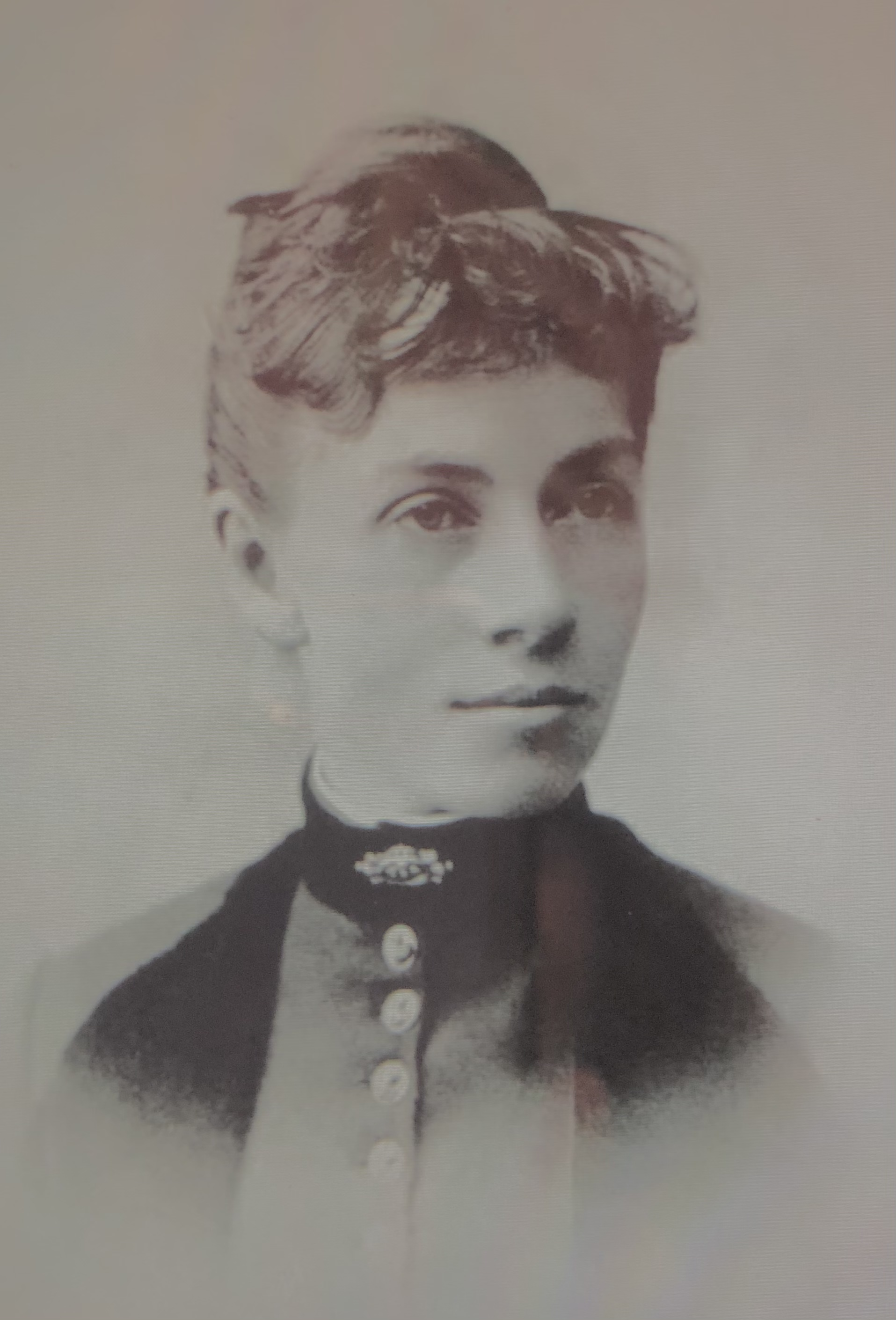
E.R.プールボー

1946年（昭和21年）には、組織の拡充に伴い、校名を「宮城学院」に改称。現在は、幼稚園、中学校、高等学校、大学、大学院を有する総合学園となり、2011年（平成23年）に創立125周年を迎えた。同窓生は延べ85,000名を超えており、国内外において、さまざまな領域の第一線で活躍するOGも多い。北日本の私立女子教育界においては、最も伝統と実績がある最古の女子総合学園である。
併設の中学校や高等学校との連携した一貫教育における、教養教育（リベラル・アーツ）を重視しており、特に
音楽科は、宮城女学校時代に設置された歴史を持ち、ながらく北日本における唯一の学科であった。

### 建学の精神
宮城学院では「福音主義キリスト教の精神に基づいて学校教育を行い、神を畏れ敬い、自由かつ謙虚に真理を探究し、隣人愛に立ってすべての人の人格を尊重し、人類の福祉と世界の平和に貢献する女性を育成すること」を建学の精神として創立以来守っている。
また、建学の精神を受けて、「神を畏れ、隣人を愛する。」をスクール・モットーとしている。

## 沿革

### 年表
| 年表   | 沿革 |
| ------ | --- |
| 1886年 | 押川方義とW.E.ホーイが中心となり、「宮城女学校」を創立。 ドイツ改革派教会の女性宣教師エリザベス・R・プールボー（Elizabeth R .Poorbaugh）が初代校長に就任。 |
| 1891年 | 宮城女学校ストライキ事件起こる。 |
| 1900年 | 聖書科を設置（1941年廃止）。 |
| 1911年 | 高等女学校令による女学校として「宮城女学校」を設置。 |
| 1946年 | 専門学校令により、宮城学院女子専門学校を設置。 |
| 1947年 | 新学制により、宮城学院中学校を設置。 |
| 1948年 | 新学制により、宮城学院高等学校を設置。 |
| 1949年 | 宮城学院女子大学（学芸学部に英文科、音楽科）を設置。 |
| 1950年 | 宮城学院女子短期大学を設置。 |
| 1951年 | 学校法人宮城学院が設置認可された。 |
| 1956年 | 附属幼稚園を設置。 |
| 1964年 | 学芸学部に、日本文学科を設置。 |
| 1980年 | キャンパスを、東二番丁から仙台市青葉区桜ヶ丘に移転した。 |
| 1986年 | 宮城学院創立100周年 |
| 1995年 | 学芸学部に、人間文化学科を設置。 大学院人文科学研究科（英語・英米文学専攻、日本語・日本文学専攻）を設置。 |
| 1999年 | 大学院人文科学研究科に、人間文化学専攻を設置。 |
| 2000年 | 学芸学部に、食品栄養学科、生活文化学科、発達臨床学科、国際文化学科を設置。 |
| 2001年 | 宮城学院女子短期大学を廃止。 |
| 2004年 | 大学院人文科学研究科に、生活文化デザイン専攻を設置。 |
| 2006年 | 宮城学院創立120周年。 |
| 2007年 | 学芸学部に、心理行動科学科、児童教育学科を設置。 |
| 2008年 | 大学院に、健康栄養学研究科健康栄養学専攻を設置。 |
| 2009年 | 学芸学部の生活文化学科を、生活文化デザイン学科に改称。 大学院人文科学研究科の生活文化デザイン専攻を、生活文化デザイン学専攻に改称。 |
| 2011年 | 宮城学院創立125周年。 |
| 2016年 | 1学部10学科から、4学部9学科へと変更（詳細は以下） 現代ビジネス学部：現代ビジネス学科（新設） 教育学部：教育学科（幼児教育専攻、児童教育専攻、健康教育専攻） 生活科学部：食品栄養学科、生活文化デザイン学科 学芸学部：日本文学科、英文学科、人間文化学科、心理行動科学科、音楽科 宮城学院創立130周年。 |

## 基礎データ

### 所在地
- 桜ヶ丘キャンパス（宮城県仙台市青葉区）

## 教育及び研究

### 学部
- 現代ビジネス学部
  - 現代ビジネス学科
- 教育学部
  - 教育学科
- 生活科学部
  - 食品栄養学科
  - 生活文化デザイン学科
- 学芸学部
  - 日本文学科
  - 英文学科
  - 人間文化学科
  - 心理行動科学科
  - 音楽科

### 大学院
- 人文科学研究科
  - 英語・英米文学専攻
  - 日本語・日本文学専攻
  - 人間文化学専攻
  - 生活文化デザイン学専攻
- 健康栄養学研究科
  - 健康栄養学専攻

### 付属機関
- 大学図書館
- 附属研究所
  - 発達科学研究所
  - キリスト教文化研究所
  - 人文社会科学研究所
  - 生活環境科学研究所
- 宗教センター
- 入試センター
- 学術情報センター
- 教務センター
- 学生生活センター
  - 保健センター
  - 学生相談室

- キャリア支援センター
- 社会連携センター
  - 生涯学習センター
  - 国際交流センター
  - リエゾンアクションセンター
- 教職センター
- 音楽リエゾンセンター
- 音楽教室
- 認定こども園宮城学院女子大学附属幼稚園

## 学内奨学金
給付型
- 宮城学院奨学会奨学金(給付)
- 宮城学院女子大学特別奨学金(給付)
- 宮城学院同窓会奨学金
- 宮城学院プールボー奨学金(入学前予約)
- 宮城学院修学支援給付奨学金(入学前予約)(被災学生支援)
- 宮城学院修学支援給付奨学金(在学生対象)(被災学生支援)

貸与型
- 宮城学院奨学会奨学金(貸与)
- 宮城学院女子大学特別奨学金(貸与)
- 宮城学院女子大学留学奨学金（提携先大学留学）
- 宮城学院学生生徒海外研修費用等貸与金

## 大学関係者と組織

### 大学関係者一覧
- 菊池勇夫 - 日本史学者 / 宮城学院女子大学大学院人間文化学専攻教授
- 蒲生芳郎 - 国文学者 / 宮城学院女子大学名誉教授
- 本田康典 - 英文学者 / 宮城学院女子大学名誉教授 / 日本ヘンリー・ミラー協会々長
- 山形孝夫 - 宗教人類学者 / 宮城学院女子大学名誉教授
- 犬飼公之 - 日本文学研究者 / 宮城学院女子大学名誉教授
- 加藤孝義 - 宮城学院女子大学教授
- 鈴鴨清美 - 宮城学院女子大学教授 / 宮城教育大学副学長
- 渡辺義之 - 宮城学院女子大学教授
- なかにしあかね - 作曲家・ピアニスト / 宮城学院女子大学教授
- セディ・リー・ワイドナー - 宣教師 / 宮城学院女子大学校長
- 渋谷愛子 - 児童文学作家
- 渡辺優 - 小説家 / 推理作家
- 熊谷龍子 - 歌人
- 菅田かおり - ジャズミュージシャン
- 安藤沙耶香 - グラビアアイドル / ファッションモデル
- 佐藤育美 - ラジオパーソナリティ
- 庄子久子 - ラジオパーソナリティ
- 齋藤瑞穂 - 元広島ホームテレビアナウンサー
- 佐藤渚 - 元TBSアナウンサー
- 赤間裕子 - フリーアナウンサー
- 櫻田彩子 - フリーアナウンサー / エコアナウンサー
- 鈴木智恵 - フリーアナウンサー / 気象予報士
- 大久保尚子 - フリーアナウンサー ※生活科学部の教授とは同姓同名の別人
- 沼倉真里子 - フリーアナウンサー
- 吹谷しのぶ - フリーアナウンサー
- 伊勢みずほ - フリーアナウンサー
- 未奈 - キックボクサー
- 六華亭遊花 - 落語家
- 小畑実織 - フルート奏者、令和5年度「宝くじ幸運の女神」

## 対外関係

### 他大学との協定
- 学都仙台コンソーシアム
- 放送大学[5]

#### 国外
国際・学術交流等協定校
- 北アリゾナ州立大学（アメリカ合衆国・アリゾナ州）
- ハイデルバーグ大学（アメリカ合衆国・オハイオ州）
- ウィニペグ大学（カナダ・マニトバ州）
- 忠南大学校（大韓民国・大田広域市）
- 遼寧師範大学（中華人民共和国・遼寧省・大連市）
- クイーンズランド工科大学（オーストラリア・クイーンズランド州）
- シティ・カレッジ・マンチェスター（イギリス・マンチェスター）
- 高雄大学（台湾・高雄市）

#### 国内
- 東北学院大学

校祖を同じくする同大学とは関係が深い。
- 神戸女学院大学

同じ頃に設立されたキリスト教主義女子大学である神戸女学院大学との間で、国内交換留学協定を締結。2014年度より学生の相互派遣・受け入れ開始 。

## 系列校
- 宮城学院中学校・高等学校
- 認定こども園宮城学院女子大学附属幼稚園